# Stilpon malayensis
Stilpon malayensis är en tvåvingeart som beskrevs av Igor Shamshev och Patrick Grootaert 2004. Stilpon malayensis ingår i släktet Stilpon och familjen puckeldansflugor.
Artens utbredningsområde är Singapore. Inga underarter finns listade i Catalogue of Life.